# 洛林的瑪格麗特
洛林的瑪格麗特（法語：Marguerite de Lorraine，1615年7月22日—1672年4月13日），奧爾良公爵夫人，洛林公爵法蘭索瓦二世的女兒。

## 家庭
1643年，瑪格麗特與奧爾良公爵加斯東結婚，兩人共有三個女兒：
1. 瑪格麗特-路易絲（1645年—1721年）
2. 伊莉莎白-瑪格麗特（英语：Élisabeth Marguerite d'Orléans）（1646年—1696年）
3. 法蘭索瓦絲-瑪德琳（英语：Françoise Madeleine d'Orléans）（1648年—1664年），早逝